# Dick Raaymakers
Dick Raaymakers (né à Maastricht le 1er septembre 1930 et mort le 4 septembre 2013) est un compositeur, dramaturge et théoricien de la musique néerlandais. Il est reconnu comme un pionnier de la musique électronique, des expérimentations sur bande magnétique et, de façon plus générale, pour son travail en tant qu'artiste multimédia, visant à réunir arts et technologie.

## Biographie
Il naît et grandit à Maastricht jusqu'en 1938 puis à Eindhoven, où il réside jusqu'en 1963.
De 1953 à 1960 il étudie le piano au conservatoire royal de La Haye,. C'est à la fin de ses études qu'il commence à s'intéresser aux liens existants entre technologie et composition musicale. Il abandonne l'idée de devenir professeur de piano comme lui permettait son cursus et rejoint l'entreprise Philips (qui sera à l'origine de nombreuses innovations dans le domaine des supports d'enregistrements sonores). Vers la même période il entame son travail de composition.
Après l'obtention d'un diplôme en technique radiophonique, il décide d'approfondir ses connaissances théoriques et s'intéresse en particulier aux mathématiques, à la physique et à l'acoustique. Sous le nom de Kid Baltan, il publie plusieurs disques considérés comme la première musique électronique néerlandaise, faisant figure de pionnier en matière de musique électronique populaire, en particulier le 33 tours the Kid Baltan de 1957. Il n'a cessé d'explorer les liens entre recherche scientifique et créativité artistique.
Fondateur de la musique électronique néerlandaise, il a lancé des ponts entre la musique contemporaine et les travaux du physiologiste français Étienne-Jules Marey. Il est par exemple le concepteur d'un mécanisme baptisé De grafische methode fiets (La Méthode graphique: Bicyclette), composé d'une sorte de bicyclette accompagnée d'un système complexe de capteurs posés sur son actionneur, et qui vise à restituer sous forme sonore, à l'échelle de l'auditorium, les efforts de ce dernier (tension musculaire, essoufflement, battements cardiaques etc.). Conçu en 1979, l'instrument a été exposé tout au long du mois de novembre 2008 au festival de musique contemporaine d'Huddersfield, au Royaume-Uni. Il a créé d'autres instruments similaires mais de taille bien supérieure, notamment dans le cadre de la pièce de théâtre De val van Mussolini (La Chute de Mussolini, 1995).

## Œuvre

### Créations artistiques et théâtrales
- The Art of Opening an Exhibition (1966)
- Radioproject (1966–1967)
- Balade Erlkönig (1967)
- Grafisch kwartet (1968)
- Kwartet (1971)
- Kwartet heiliger Dankgesang (2000)
- Nachtmuziek (1969)
- Schaakmuziek (1969)
- Ideofoon 1 (1970–1973)
- Ideofoon 2 (1970–1973)
- Ideofoon 3 (1970–1973)
- Chairman Mao Is Our Guide (1970)
- De lange mars (1971)
- Mao leve! (1977)
- Kwintet (1972–1976)
- Actio in distans (1977)
- De grafische methode tractor (1976)
- De grafische methode fiets (1979)
- De kunst van het machinelezen (1978)
- Shhh! (1981)
- The Microman (1982)
- Ow! (1983–1984)
- Soundmen (1984)
- Come On! (1984)
- The Soundwall (1982–1984)
- Hey-hey! (1990) Hey-Hey!
- Ping-pong (1983–1996)
- Extase (1984)
- Acht labielen (1984–1985)
- Scheuermachine (1985)
- Der Stein (1995)
- Scheuer im Haag (1995)
- Tombeau de Glenn Gould (1989)
- Der Fall Leiermann (1991)
- Dépons/Der Fall (1992)
- Der Fall/Dépons (1993)
- Intona (1991)
- Fort-klank (1993)
- Probe (1993)
- De val van Mussolini (1995)
- Hermans hand (1995)
- Volta (1995)
- Konzert für ... (1997–2000)
- Proefneming met een tabakspijp (1998–1999)
- De weergave (2000)
- Ritueel moment (2005)

### Compositions
- Tweeklank (1959) Contrast
- Pianoforte (1960)
- Vijf Plastieken (1961) Five Sculptures
- Canon-1, super augere (1964)
- Canon-2, super imprimere (1964)
- Canon-3, super addere (1965)
- Canon-4, super sub-trahere (1965/66)
- Canon-5, super ‘dis-moi …’ (1967)
- Ballade Erlkönig voor Luidsprekers (1967)
- Filmmuziek-1: Mechanical Motions (1960)
- Filmmuziek-2: Bekaert (1966)
- Filmmuziek-3: Sidmar (1969)
- Chairman Mao Is Our Guide (1970)
- De lange mars (1971)
- Mao Leve! (1977)
- Ach! Ach! (1987)
- Plumes (1967)
- Flux (1967)
- Lied van de Arbeid (1976)
- Kwartet (1971)
- Ping-pong (1983)
- Der Fall Leiermann (1991)
- Du Armer! (1993)
- Vier Fanfares (1995)